# 諫早市美術・歴史館
諫早市美術・歴史館（いさはやし びじゅつ れきしかん、英: Isahaya Museum of Art & History）は、長崎県諫早市の市街地に美術館兼博物館機能を搭載、2014年に開館した同市初の本格的ミュージアム施設。
2015年、グッドデザイン賞受賞。

## 施設
- 1階 - エントランスホール、貸室ホール、常設展示室
- 2階 - 企画展示室、研修室
- 3階 - 展望テラス

## 開館日・利用料
- 開館時間 10:00 - 19:00
- 休館日

毎週火曜日（祝日の場合は翌日）
12/29 - 1/3
特別整理期間
- 観覧料（常設展示室）

高校生・大学生・一般：200円（160円）
小学生・中学生：100円（80円）
- ※（）は15名以上の団体割引料金
- ※市内在住または市内在学の小・中学生は無料
- ※教育目的で小・中・高・特別支援学校生などが利用する場合は、引率の教員を含め無料

## アクセス
- 854-0014 諫早市東小路町2番33号

### 鉄道
- JR・諫早駅 徒歩約20分
- 島原鉄道・本諫早駅 徒歩約5分

### 自動車
- 長崎自動車道 諫早IC 約10分

### バス
- 長崎県営バス「体育館前」下車